# Emi Sakura
Emi Motokawa (元川 恵美 Motokawa Emi, nacida el 8 de octubre de 1976) es una luchadora profesional japonesa  más conocida bajo el nombre de Emi Sakura. Sakura es muy conocida por su trabajo en International Wrestling Association of Japan (IWA Japan), Ice Ribbon, Gatoh Move Pro Wrestling (GTMV) y en All Elite Wrestling (AEW).
Sakura trabajó para varias promociones en Japón, ganando numerosos títulos, antes de fundar su propia empresa, Ice Ribbon, y posteriormente, Gatoh Move.

## Carrera

### IWA Japan y FMW (1994-2002)
En 1994, a los diecisiete años, Motokawa decidió buscar una carrera en la lucha libre profesional y después de ir a las audiciones con las promociones de Ladies Legend Pro-Wrestling (LLPW) y Gaea Japón, finalmente fue aceptada en International Wrestling Association of Japan para entrenamiento. Motokawa, trabajando bajo su nombre real, hizo su debut  en la lucha libre profesional el 17 de agosto de 1995, en un combate contra Kiyoko Ichiki. Como IWA Japan no tenía otras luchadoras, Sakura pasó su primer año trabajando casi exclusivamente con Ichiki. El 13 de agosto de 1997, Motokawa ganó su primer campeonato, cuando derrotó a Luna Vachon en un evento de IWA Japón para ganar el Campeonato Mundial Femenil de la American Wrestling Federation (AWF).
El 20 de agosto de 1999, Motokawa comenzó a trabajar regularmente para Frontier Martial-Arts Wrestling (FMM), donde a menudo luchaba frente a Kaori Nakayama. El 24 de octubre de 2000, Motokawa se unió a Azusa Kudo e Hisakatsu Oya para desafiar sin éxito a Nakayama, Gedo y Jado por el Campeonato en Parejas 6-Man de WEW. Motokawa luchó regularmente por la promoción hasta agosto de 2001, cuando comenzó a sufrir varias lesiones, lo que finalmente la llevó a someterse a una cirugía de hernia. Mientras ella estaba fuera de juego, FMW salió del negocio.

### Gatokunyan (2002-2006)
En 2002, Motokawa se unió a la promoción Gatokunyan (GTKN), donde trabajó durante el primer año únicamente como entrenadora, antes de regresar al ring en 2003 con el nuevo nombre de Emi Sakura. Durante sus años en la GTKN, Sakura dividió su tiempo entre luchar y entrenar a casi todos los demás luchadores en la promoción.

### Ice Ribbon (2006-2012)
En abril de 2006, Sakura dejó Gatokunyan para formar su propia empresa, llamada Ice Ribbon. Al comprar un dojo Saitama, Sakura continuó entrenando luchadores que había llevado con ella desde Gatokunyan, incluyendo Aika Ando, Aoi Kizuki, Hikari Minami, Mai Ichii, Makoto, Riho y Seina. Ice Ribbon realizó sus dos primeros shows el 20 de junio de 2006. Sakura luchó su primera lucha en la empresa el 15 de octubre, perdiendo contra Riho. Sakura pasó la mayor parte de su primer año en Ice Ribbon, trabajando con su alumna de nueve años. Desde el principio, Ice Ribbon tuvo una alianza con la empresa NEO Japan Ladies Pro Wrestling, que llevó a Sakura y algunos de sus aprendices a hacer apariciones semi regulares con la dicha empresa. En storyline, la asociación se explicó con una relación entre Sakura y el presidente de NEO, Tetsuya Koda. El 18 de febrero de 2007, el Ejército Sakura Ribbon, un equipo de Sakura y algunos de sus aprendices y amigos, derrotaron al NEO Machineguns Army en una battle royal de siete a siete, ganando a Sakura y Koda el derecho a casarse y unirse. NEO y Ribbon.
Perderían el título ante Ayako Hamada y Kaoru Ito solo trece días después. Durante el 2008, Sakura hizo su debut como actriz, trabajando en la película Three Count, que se desarrolló en el mundo de la lucha libre profesional y también protagonizó al luchador Kyoko Inoue y Yoshiko Tamura. Desde el elenco de la película, Sakura recibió tres aprendices más para su dojo de Ice Ribbon, Hikaru Shida, Miyako Matsumoto y Tsukasa Fujimoto. El 15 de noviembre de 2008, Sakura se asoció con el luchador masculino Ribbon Takanashi para desafiar sin éxito a Riho y Yuki Sato por el Campeonato Internacional en Parejas de Ribbon. El siguiente mes de abril, Sakura se asoció con otra de sus aprendices, Makoto, enfrentándose a Nanae Takahashi y Minori Makiba en un esfuerzo por perder en un partido por el vacante Campeonato Internacional en Parejas de Ribbon.

### Gatoh Move Pro Wrestling & Circuito Independiente (2012-presente)
Sakura estableció oficialmente la promoción Bangkok Girls Pro Wrestling (BKK Pro) el año 2012, esta misma pasaría a llamarse Gatoh Move, donde comenzó a entrenar a diferentes luchadoras jóvenes, entre ellas, Riho. 
Sakura hizo su primera aparición como freelancer el 8 de enero de 2012, en el evento de retiro de Bull Nakano, donde se unió a Meiko Satomura y Nanae Takahashi para derrotar a Ayumi Kurihara, Tsukasa Fujimoto y Yoshiko en un combate por equipos de 6 mujeres. Fujimoto por la victoria. El 12 de febrero, Sakura apareció en un evento de JWP, donde anunció que iba a comenzar otra promoción similar a Ice Ribbon en Bangkok, Tailandia. Sakura y Kaori Yoneyama acordaron un encuentro en el que, si Sakura salía victoriosa, Yoneyama se uniría a ella en Tailandia, pero si Yoneyama salía victoriosa, Sakura haría de JWP su nueva promoción de casa en Japón.
El 20 de abril, Sakura regresó a Japón e hizo su debut para Pro Wrestling Wave, luchando contra Toshie Uematsu en un esfuerzo perdido como parte de la gira de retiro de Uematsu. Después del partido, Sakura se unió a Gami en un juego extra, donde lucharon contra Uematsu y Ran Yu-Yu hasta un sorteo de límite de tiempo de cinco minutos. Dos días después, Sakura regresó a JWP, derrotando a Kaori Yoneyama; como resultado, Yoneyama se vio obligado a unirse a BKK Pro. El 4 de mayo, Sakura y Yoneyama derrotaron a Command Bolshoi y Rabbit Miu para ganar el vacante JWP Tag Team y el Daily Sports Women's Team Championships, llevándose los cinturones con ellos a Tailandia. Más tarde ese mismo día, Sakura hizo una aparición en Union Pro Wrestling, reemplazando a un Mio Shirai herido en un partido y derrotando a Cherry, luego de la interferencia de Shirai.
El 23 de abril de 2016, Sakura hizo un regreso sorpresa a Ice Ribbon, marcando su primera aparición en la promoción en más de cuatro años. Sakura se enfrentó a Tsukasa Fujimoto, quien efectivamente había asumido su papel como la cara de la cinta de hielo, y afirmó que era hora de terminar la promoción. Luego se reveló como la compañera del equipo de Nanae Takahashi en un combate contra Fujimoto y Arisa Nakajima en el décimo aniversario de Ice Ribbon el 4 de mayo.

### All Elite Wrestling (2019-presente)
El 25 de mayo, Sakura apareció en el evento inaugural de AEW Double or Nothing haciendo equipo con Aja Kong y Yuka Sakazaki, quienes fueron derrotadas ante Hikaru Shida, Riho y Ryo Mizunami. Regresó el 9 de octubre en AEW Dynamite haciendo equipo con Bea Priestley siendo derrotadas contra Riho y Dr. Britt Baker D.M.D. El 29 de octubre, Sakura apareció en AEW Dark derrotando a Allie, Penelope Ford y a Sadie Gibbs. El 6 de noviembre en Dynamite, Sakura hizo equipo con Jamie Hayter derrotando a Riho y Shanna. El 9 de noviembre en Full Gear, desafió sin éxito a Riho por el Campeonato Mundial Femenino de AEW. El 27 de noviembre en Dynamite, Sakura hizo equipo con Bea Priestley derrotando a Hikaru Shida y Kris Statlander. El 11 de diciembre en Dynamite, Sakura cayó derrotada ante la debutante Big Swole.
En febrero de 2021, Sakura junto con su protegida Mei Suruga fueron anunciadas como participantes en un torneo por una oportunidad por el Campeonato Mundial Femenino de AEW como parte del cuadro japonés. El 15 de febrero, Sakura cubrió a Veny y avanzó a la siguiente ronda. Sakura fue eliminada en las semifinales el 22 de febrero, luego de perder ante Sakazaki. Después del combate, Sakura atacó a Sakazaki con Suruga y Yuna Mizumori, quienes acompañaron a Sakura al combate, cambiándose a heel.

## En lucha
- Movimientos finales
  - Ice Driver (Double underhook overhead gutwrench flipped sideways into a powerslam)[13]
  - La Magistral[2][6]
  - Nyan Nyan Press (450° splash)[3][2][6]
- Movimientos en firma
  - Choux Cream (High-angle Gory special backbreaker drop)[3]
  - Lifting double underhook backbreaker[14][15]
  - Mongolian chop[16]
  - Moonsault[17][18]
  - Reverse STO, sometimes preceded by an STO backbreaker[19][20]
  - Rolling Future (Discus double chop)[13][21]
  - Sakura Emi 70kg / 60kg / 40kg (Running crossbody to a cornered opponent, with theatrics)[3][19][22]
  - Sitout double underhook powerbomb
  - Smash Mouth (Inverted facelock spun out into a DDT)[14][23]
  - Surfboard[18][24]
  - Trouble Clutch (Arm trap single leg Boston crab)[17]

## Campeonatos y logros
- All Japan Women's Pro-Wrestling
  - AJW Championship (1 vez)
- DEADLOCK Pro-Wrestling
  - DPW Women's Worlds Championship (1 vez, actual)
- Dramatic Dream Team / DDT Pro-Wrestling
  - Ironman Heavymetalweight Championship (5 veces)

- Gatoh Move Pro Wrestling 
  - Asia Dream Tag Team Championship (1 vez) – con Masahiro Takanashi

- Ice Ribbon
  - ICE×60 Championship (2 veces)
  - Ice Ribbon 24 no Hitomi Championship (1 vez)
  - International Ribbon Tag Team Championship (5 veces) – con Kaori Yoneyama (1), Nanae Takahashi (1), Ray (1), Makoto (1) y Tsukushi (1)

- International Wrestling Association of Japan
  - AWF World Women's Championship (2 veces)
  - IWA Triple Crown Championship (4 veces)
  - IWA World Heavyweight Championship (1 vez)
  - IWA World Junior Heavyweight Championship (1 vez)

- JWP Joshi Puroresu
  - Daily Sports Women's Tag Team Championship (2 veces) – con Kaori Yoneyama
  - JWP Openweight Championship (1 vez)
  - JWP Tag Team Championship (2 veces) – con Kaori Yoneyama

- NEO Japan Ladies Pro Wrestling
  - NEO Single Championship (1 vez)
  - NEO Tag Team Championship (1 vez) – con Yoshiko Tamura
  - NWA Women's Pacific Championship (1 vez)
  - Mid Summer Tag Tournament VIII (2009) – con Nanae Takahashi

- Pro-Wrestling: EVE
  - Pro-Wrestling: EVE Championship (1 vez)

- Three Count Wrestling
  - Three Count Women’s Championship (1 vez, actual)